# Edward Brunicki
Edward Ludwik Jakub Brunicki (ur. 25 sierpnia 1859, zm. 21 września 1910 we Lwowie) – właściciel ziemski, c. k. urzędnik.
Legitymował się tytułem barona. Był właścicielem ziemskim. Pełnił urząd starosty. Po rozwiązaniu rady miejskiej w Rzeszowie był w tym mieście komisarzem rządowym.
Zmarł 21 września 1910 we Lwowie. Został pochowany na Cmentarzu Łyczakowskim we Lwowie